# Allotinus elioti
Allotinus elioti är en fjärilsart som beskrevs av Corbet 1939. Allotinus elioti ingår i släktet Allotinus och familjen juvelvingar. Inga underarter finns listade i Catalogue of Life.